# Sklad Dušana Černeta
Sklad Dušana Černeta je bil ustanovljen 1. januarja 1976, leta 2007 pa so ga vključili v delovanje Knjižnice Dušana Černeta v Trstu. Sklad nagrajuje z denarnim prispevkom ljudi in ustanove, ki so zaslužni za delo v slovenski zamejski skupnosti in podpirajo ideje, za katere se je boril Dušan Černe: slovenstvo, demokracija in krščanstvo.

## Nastanek Sklada Dušana Černeta
Zamisel o ustanovitvi Sklada Dušana Černeta je nastala kmalu po smrti tega javnega delavca v Trstu. Prijatelji in sodelavci so želeli ohraniti spomin nanj v vidni, spodbujevalni obliki, saj naj bi se tako njegovo življenje in delo ohranila kot zgled vreden posnemanja in nadaljevanja. Pri ustanavljanju Sklada so se povezali pokojnikovi svojci in prijatelji iz ustanov, kjer je bila Černetova navzočnost najbolj vidna: Slovenska Skupnost iz Trsta, Društvo slovenskih izobražencev in slovensko časnikarsko uredništvo Radia Trst A. Ustanovniki in hkrati prvi člani komisije za podeljevanje nagrad so bili: Boža Černe Mervic, Zorko Harej, Saša Martelanc in Egidij Vršaj. Tako sestavljena komisija je delovala do leta 1988, Vršaj se je takrat upokojil in ga je zamenjal Drago Legiša, leta 1999 se je komisiji pridružil Marko Tavčar. Odbor je sam zbiral denarna sredstva za priznanje, odziv prijateljev in sodelavcev je bil nadpovprečen in je jasno pričal o ugledu, ki ga je v raznih krogih užival Dušan Černe. Zbrane vsote so naložili pri Hranilnici in posojilnici na Opčinah (tedaj je bil ravnatelj te bančne ustanove Černetov dobri prijatelj Drago Gantar), denarni zavod se je kasneje preimenoval v Zadružno kraško banko in je postal občasni podpornik sklada, v zadnjih letih pa glavni in skoraj edini podpornik.
Černetove nagrade, kot so poenostavljeno imenovali priznanje iz Sklada, so delili enkrat letno, zato je komisija pri izbiranju nagrajencev skušala upoštevati nekaj osnovnih kriterijev, tako da bi bili zastopani vsi predeli, kjer živijo Slovenci v Italiji, na tematsko raznolikost (da niso bili nagrajeni le pevski zbori ali posamezniki iz sorodnih okolij) in da si je izbrana ustanova ali oseba priznanje nedvomno zaslužila. Ob nagrajevnju so vsako leto priredili posebno slovesno prireditev.

## Černetova nagradadanes
Sklad Dušana Černeta je neprekinjeno podeljeval nagrade do leta 1996, nato še dve nagradi (leta 1999 in 2000), kasneje je nekaj let ta praksa izostala. Zato je Knjižnica Dušana Černeta (KDČ) 23. novembra 2007 prevzela Nagrado Dušana Černeta od Sklada, ki se je takrat razpustil. Sklad je prepustil knjižnici svoj arhiv in denarna sredstva, KDČ pa se je obvezala, da po sedmih letih obudi pomembno tradicijo Nagrade Dušana Černeta, nagrado pa podeljuje tričlanska komisija, ki jo za dobo treh let imenuje upravni odbor KDČ. Prvo tako komisijo so leta 2007 sestavljali Saša Martelanc (zadnji dejanski član Sklada), Ivo Jevnikar in Tomaž Simčič. Tedaj je bilo sklenjeno, da bo oživljena nagrada ob predstavitvi knjige Zvestoba vrednotam: podoba Dušana Černeta in po njem poimenovanih pobud, a se je zaradi zamud pri izidu zbornika zavleklo tudi nagrajevanje, ki je ponovno steklo leta 2013 (izjemoma s tremi nagradami, za vsako pokrajino, kjer živijo Slovenci v italijanskem zamejstvu - Trst, Gorica, Videm). Od leta 2020 sestavljajo komisijo Tomaž Simčič, Ivo Jevnikar in Erika Jazbar.

## Prejemniki Černetovih nagrad
(v oklepaju je datum podeljitve nagrade - priložnostne slovesne prireditve)
- časopis Dom iz Benečije (29. marca 1976)
- revija Zaliv iz Trsta (28. marca 1977)
- Goriška Mohorjeva družba (3. aprila 1978)
- zbor Planika iz Ukev (26. marca 1979) [4]
- Slovenska zamejska skavtska organizacija (29. marca 1980)
- Zveza cerkvenih pevskih zborov Trst (27. aprila 1981)
- Trinkov koledar (5. aprila 1982)
- Ljudski radio iz Gorice (11. aprila 1983)
- zbor Fantje izpod Grmade (9. aprila 1984)
- zbornik Izvestje (1. aprila 1985)
- revija Mladika (24. marca 1986)
- Zveza slovenske katoliške prosvete Gorica (6. aprila 1987)
- Martin Jevnikar (11. aprila 1988)
- Slovenska klasična gimnazija - Trst (15. maja 1989)
- Marijna družba Marije Milostljive - Trst (25. maja 1990)
- Ivo Kralj (21. aprila 1991)
- Društvo Jadro - Ronke (14. junija 1992)
- Stanislav Soban (31. maja 1993)
- zbor Rupa - Peč (25. junija 1994)[5]
- Kazimir Humar (10. junija 1995)
- Sklad Mitja Čuk z Opčin (10. septembra 1996)[6]
- Maks Komac (30. aprila 1999)
- Bernardka Radetič (8. junija 2000)
- Šolske sestre iz Trsta (2013)
- Kulturni center Lojze Bratuž iz Gorice (2013)[7]
- Marino Qualizza (2013)[8][9]
- Skupnost družin Sončnica (2014)[10]
- Andrej Kosič (2015)[11]
- društvo Rojanski Marijin dom (2016)[12]
- revija Pastirček (2017)[13]
- Giorgio Banchig (2018)[14][15]
- Erika Jazbar (2019)[16]
- Zulejka Devetak (2020)[17]
- Ivica Švab (2021)[18][19]
- Anita Bregnach in Vesna Jagodic (2022)[20]
- Renzo Calligaro (2023)[21]
- Dimitri Žbogar (2024)[22]